# Денитрифицирующие бактерии
Денитрифицирующие бактерии — бактерии, восстанавливающие нитраты до молекулярного азота. (см. Денитрификация). К ним относятся представители более 150 видов из 50 родов, не образующие какой-либо особой таксономической единицы.
Типичными денитрифицирующими бактериями являются представители родов Pseudomonas, Achromobacter, Bacillus и Micrococcus. Все денитрифицирующие бактерии — факультативные анаэробы и могут окислять органическое вещество за счёт кислорода воздуха, но, попадая в анаэробные условия, они используют кислород нитратов как акцептор электрона. Наиболее активно процессы денитрификации с участием денитрифицирующих бактерий идут в переувлажнённой почве бедной кислородом. На таких почвах снижение содержания азотных удобрений может составлять 80 %. В масштабах биосферы потери азота в почвах оценены в 28*106 тонн.
Выращивают денитрифицирующие бактерии на питательных средах с нитратами и индикатором, меняющим цвет при восстановлении нитратов в среде. Распространены в почве, воде и грунте водоёмов.